# Ferno
Ferno település Olaszországban, Varese megyében. Lakosainak száma 6685 fő (2023. január 1.). Ferno Samarate, Somma Lombardo, Lonate Pozzolo és Vizzola Ticino községekkel határos.

## Népesség
A település népességének változása:
| Lakosok száma | 6872 | 6850 | 6685 |
|               | 2017 | 2018 | 2023 |